# نگهبانان (فیلم ۲۰۰۹)
نگهبانان (به انگلیسی: Watchmen) فیلمی نئو نوآر ابرقهرمانی آمریکایی محصول سال ۲۰۰۹، به کارگردانی زک اسنایدر و نویسندگی دیوید هیتر و آلکس سه است. این فیلم بر اساس مجموعه داستان مصوری از شرکت دی‌سی کامیکس به همین نام از آلن مور و دیو گیبونز ساخته شده‌است. از بازیگران آن می‌توان به مالین اکرمان، بیلی کروداپ، متیو گود، کارلا گوجینو، جکی ارل هیلی، جفری دین مورگان و پاتریک ویلسون اشاره کرد. داستان نگهبانان با سودمندگرایی مرتبط است.
نخستین نمایش جهانی فیلم نگهبانان در ۲۳ فوریه ۲۰۰۹ در اودئون میدان لستر بود، سپس در ۶ مارس همان سال در سینماهای معمولی و آی مکس اکران شد و در آخر هفته افتتاحیه ۵۵ میلیون دلار در ایالات متحده و بیش از ۱۸۵ میلیون دلار در سراسر جهان فروخت. این فیلم با نظرات ضد و نقیص طرفداران و منتقدین همراه بود و علیرغم اینکه سبک منحصر به فرد آن مورد ستایش قرار گرفت، اما اسنایدر متهم به ساخت یک فیلم اکشن شد که فاقد ظرافت و شوخ‌طبعی کمیک بود. نسخه کارگردان فیلم با ۲۴ دقیقه افزایش زمان در ژوئیه ۲۰۰۹ منتشر شد و نسخه "Ultimate Cut" با گنجاندن انیمیشن کمیک Tales of the Black Freighter در روایت فیلم همانند رمان گرافیکی اصلی و با افزایش مدت زمان فیلم به ۳ ساعت و ۳۵ دقیقه در ۳ نوامبر ۲۰۰۹ منتشر شد. در نهایت نسخه کارگردان با استقبال بهتری نسبت به اکران سینمایی مواجه شد.

## داستان
این داستان در سال ۱۹۸۵ در یک آمریکای جایگزین بوقوع می‌پیوندد که در آن ابر قهرمانان نقابدار تاریخ را تغییر داده‌اند. این گروه ابرقهرمان نخست به نام دقایق مردان در اواخر دهه ۱۹۳۰ تشکیل می‌شود و چند دهه بعد گروه دوم به نام نگهبانان بوجود می‌آیند. آمریکا به لطف دکتر منهتن در جنگ ویتنام برنده می‌شود و ریچارد نیکسون وارد پنجمین دوره ریاست جمهوری خود می‌شود، اما کنگره ابرقهرمانان نقابدار را غیرقانونی اعلام می‌کند. همه آنها به جز دو تن بازنشسته می‌شوند: کمدین سنگدل و بدبین که اکنون برای دولت کار می‌کند و رورشاک شکاک و غیرقابل کنترل که از سوی پلیس تحت تعقیب است. جهان به سمت جنگ هسته ای بین آمریکا و اتحاد جماهیر شوروی می‌رود.
هنگامی که بلیک ملقب به کمدین پس از یک درگیری خشونت‌آمیز در آپارتمانش با یک مهاجم ناشناس بدست او کشته و از بالای ساختمان به پایین پرتاب می‌شود، رورشاک تحقیقات را پیگیری می‌کند تا بفهمد چه کسی او را کشته‌است. او کشف می‌کند که بلیک همان کمدین نقابدار بوده و به این نتیجه می‌رسد که کسی می‌خواهد قهرمانان نقاب دار را یکی یکی از بین ببرد. او سعی می‌کند به رفقای بازنشسته اش - شریک سابقش دنیل درایبرگ (جغد دوم) و همچنین جاناتان آسترمن (دکتر منهتن) و لوری ژوپیتر (شبح ابریشمین دوم) که با هم زندگی می‌کنند، هشدار دهد. دریبرگ مردد است، اما با این وجود میلیاردر آدرین وایت (آزیمندیئس) را که او را برکنار می‌کند، از این فرضیه آگاه می‌کند. در همین حال منهتن با بی‌تفاوتی به این خبر برخورد می‌کند.
در مراسم تشییع جنازه بلیک، هر یک از نگهبانان سابق (به استثنای شبح ابریشمین که به مراسم تشییع جنازه نمی‌آید) کمدین و اعمالی را که مرتکب شده به یاد می‌آورد: دکتر منهتن بی رحمی کمدین را پس از اینکه زن جوانی در ویتنام صورت او را زخمی می‌کند به یاد می‌آورد؛ آزیمندیئس از اولین ملاقات نگهبانان که طی آن کمدین آنها را به سخره گرفت، یاد می‌کند؛ و دریبرگ رفتار بد کمدین را بخاطر می‌آورد که به روی جمعیت خشمگین در جریان اعتصاب پلیس تیراندازی می‌کند. ما همچنین کشف می‌کنیم که کمدین سعی کرده به سالی ژوپیتر (مادر لوری و همچنین شبح ابریشمن ۱) تجاوز کند.
بعد از مراسم تشییع جنازه بلیک، رورشاک به دیدن مولوش، یکی از دشمنان سابق کمدین می‌رود، زیرا او را در مراسم تشییع جنازه دیده‌است. رورشاک او را مجبور می‌کند تا فاش کند که چگونه هویت واقعی کمدین را می‌دانسته و مولوش به او می‌گوید که کمدین کمی قبل از مرگش، بدون ماسک، مست و ظاهراً ناراحت، به دیدن او آمده‌است. دکتر منهتن در یک مصاحبه تلویزیونی به مبتلا کردن دوست دختر سابقش و همچنین افراد دیگری که قبل از سانحه علمی که آن قدرتهای فوق‌العاده را به او بخشیدند با او کار می‌کردند، به سرطان متهم می‌شود. دکتر منهتن در مریخ به گوشه انزوا می‌رود و به اتحاد جماهیر شوروی اعتماد کافی می‌دهد تا در غیاب او به افغانستان حمله کند.
بعدها به نظر می‌رسد نظریه رورشاک زمانی تأیید می‌شود که وایت که مدت‌ها بوده هویت مخفی خود را برای جهانیان فاش کرده بوده، از اقدام به قتل توسط مردی که برای جلوگیری از دستگیر شدنش خودکشی می‌کند، فرار می‌کند. پلیس به زودی روشاک را به جرم قتل مولوش دستگیر می‌کند و هویت واقعی او آشکار می‌شود.
در همین حال لوری که از منهتن جدا شده‌است در کنار درایبرگ می‌ماند و دو ابرقهرمان سابق به هم نزدیک تر می‌شوند، به ویژه هنگامی که جامه و نقاب ویژه خود را دوباره بر تن می‌کنند تا رورشاک را از زندان آزاد کنند. رورشاک یک جهنم واقعی را فراهم می‌کند برای زندانیان، و به ویژه برای یکی از مخالفان سابقش – مشهور به رئیس بزرگ - که رورشاک هنگام شورش زندانیان با بازیافتن ماسک؛ و دوستان قدیمیش که برای آزاد کردن او آمده‌اند، او را می‌کشد. سپس شبح ابریشمین دکتر منهتن را پیدا می‌کند و او را به مریخ می‌برد و وقتی از او می‌خواهد دنیا را نجات دهد، دکتر منهتن توضیح می‌دهد که دیگر علاقه ای به بشریت ندارد. او در حالی که خاطرات دوستش را بررسی می‌کند، متوجه می‌شود که کمدین پدرش بوده‌است. علاقه او به بشریت با این نظم غیر محتمل وقایع تجدید می‌شود، دکتر منهتن به همراه لوری به زمین بازمی‌گردد.
رورشاک و جغد در حالی که به تحقیقات خود ادامه می‌دهند، کشف می‌کنند که وایت در پشت تمام این توطئه قرار دارد و روفاش به سوءظن‌های او در دفتر خاطراتش اشاره می‌کند. رورشاک و جغد با وایت، با لباس آزیمندیئس خود، در پایگاهش در قطب جنوب مقابله می‌کنند. اوزیماندیاس تأیید می‌کند که کمدین را کشته و باعث تبعید دکتر منهتن و همچنین دستگیری رورشاک شده‌است و او همچنین تلاش قتل خود را سازماندهی می‌کند تا خود را از هر گونه سوءظن مبری کند. او توضیح می‌دهد که طرح او جلوگیری از جنگ هسته ای با نابود کردن چند شهر بزرگ با رآکتورهای هسته ای است که دکتر منهتن به بهانه تأمین آزادانه انرژی به جهانیان به او در ساخت آنها کمک کرده‌است. او با کشتن میلیون‌ها نفر قصد دارد با متحد کردن همگان علیه دکتر منهتن بقیه بشریت را نجات دهد.
رورشاک و جغد سعی می‌کنند او را متوقف کنند اما آزیمندیئس در نبرد از آنها برتر است. سپس آزیمندیئس فاش می‌کند که طرح او از قبل انجام شده‌است: بزرگ‌ترین شهرهای جهان از بین می‌روند و همه مردم فکر می‌کنند که دکتر منهتن مسئول است
شبح ابریشمین و دکتر منهتن به وسط ویرانه‌های نیویورک می‌رسند و می‌فهمند که همه اینها کار وایت بوده‌است. آنها در حالی که وایت عقب‌نشینی می‌کند، درست پس از پیروزی اش بر رورشاک و جغد به سمت قطب جنوب دور می‌شوند. دکتر منهتن مصمم است از شر وایت که بیهوده تلاش می‌کند تا او را از بین ببرد، خلاص شود، اما او کار دکتر منهتن را یکسره می‌کند: خبری در اخبار تلویزیونی پخش می‌شود که در آن رئیس‌جمهور نیکسون اعلام می‌کند که آمریکا و روس‌ها علیه «دشمن مشترک» خود دکتر منهتن متحد شده‌اند. قهرمانان متوجه می‌شوند که آشکار کردن حقیقت تنها منجر به نابودی این صلح بر اساس دروغ اما بسیار واقعی خواهد شد. تنها رورشاک تمایلی به سکوت ندارد و به تحریک خودش با ارتعاش انرژی قدرتمند ساطع از دستهای دکتر منتهتن که مایل به اینکار نیست، جسمش از هم می‌پاشد.
سپس دکتر منهتن به کهکشان دیگری می‌رود، در حالی که جغد و شبح ابریشمین به نیویورک بازمی‌گردند و زندگی جدیدی را با هم آغاز می‌کنند و آزیمندیئس را ترک می‌کنند که طرحش کاملاً کار می‌کرد اما تمام دوستانش را تنها در پایگاهش از دست داد.
فیلم در روزنامه ای به پایان می‌رسد که سردبیر آن خشمگین است، زیرا به دلیل صلح جهانی، هیچ مقاله جالبی برای چاپ ندارد. او به کارمند جوانش می‌گوید که تا زمانی که بفروشد می‌تواند هر آنچه را که می‌خواهد چاپ کند. بالای انبوهی از نامه‌های پستی که روزنامه‌نگار جوان در حال مراجعه به آنهاست، خاطرات روزانه رورشاک به چشم می‌خورد.

## بازیگران

### نگهبانان
- جکی ارل هیلی در نقش والتر کُوَکس / رورشاک
- پاتریک ویلسون در نقش دنیل درایبرگ / نایت آول ۲
- مالین اکرمان در نقش لوری ژوسپزیک / شبح ابریشمین ۲
- بیلی کروداپ در نقش جاناتان آسترمن / دکتر منهتن
- جفری دین مورگان در نقش ادوارد مورگن بلیک / کمدین
- متیو گود در نقش اِدرین وایت / آزیمندیئس

### مینِت‌من
- کارلا گوجینو در نقش سالی ژوپیتر / شبح ابریشمین
- دان پاین در نقش ویلیام بردی
- نایل میتر در نقش بایرون لوئیز
- داریل شیلر در نقش نلسون گاردنر / کاپیتان متروپلیس
- استیون مک‌هتی در نقش هالیس میسون / نایت آول ۱